# Sparebanken Vest-Ridley/Saison 2010
Dieser Artikel listet Erfolge und Mannschaft des Radsportteams Sparebanken Vest-Ridley in der Saison 2010 auf.

## Erfolge in der Europe Tour
| Datum     | Rennen                                    | Kat. | Fahrer            |
| --------- | ----------------------------------------- | ---- | ----------------- |
| 27. Juni  | Schwedische Meisterschaft – Straßenrennen | NC   | Michael Stevenson |
| 5. August | 1. Etappe Tour des Pyrénées               | 2.2  | Roy Hegreberg     |
| 8. August | 4. Etappe Tour des Pyrénées               | 2.2  | Filip Eidsheim    |

## Zugänge – Abgänge
| Zugänge               | Team 2009       | Abgänge         | Team 2010     |
| --------------------- | --------------- | --------------- | ------------- |
| Christofer Stevenson  | Team Capinordic | Christer Rake   | Joker Bianchi |
| Filip Eidsheim        | Neoprofi        | Magnus Bergseth | Unbekannt     |
| Daniel Egeland Jarstø | Neoprofi        | Otto Eikeseth   | Unbekannt     |
| Frode Solberg         | Neoprofi        | Håvard Nybø     | Unbekannt     |

## Mannschaft
| Name                  | Geburtstag         | Nationalität |              |
| --------------------- | ------------------ | ------------ | ------------ |
| Geir Inge Berg        | 23. März 1979      | Norwegen     |              |
| Filip Eidsheim        | 16. Februar 1990   | Norwegen     |              |
| Jan Frederik Grue     | 17. April 1988     | Norwegen     |              |
| Roy Hegreberg         | 25. März 1981      | Norwegen     |              |
| Daniel Egeland Jarstø | 18. Mai 1990       | Norwegen     |              |
| Anders Lund           | 28. Februar 1988   | Norwegen     |              |
| Frode Solberg         | 26. November 1987  | Norwegen     |              |
| Christofer Stevenson  | 25. April 1982     | Schweden     |              |
| Michael Stevenson     | 10. Juli 1984      | Schweden     |              |
| Johan Ziesler         | 19. Oktober 1990   | Norwegen     |              |
| Stagiaires            | Stagiaires         | Nationalität | Nationalität |
| Håvard Blikra         | Håvard Blikra      | Norwegen     |              |
| Ole Martin Ølmheim    | Ole Martin Ølmheim | Norwegen     |              |